# Palmira Pádua
Palmira Pádua (Mercês, Lisboa, Reino de Portugal, 5 de setembro de 1879 – Alcântara, Lisboa, Portugal, 1 de outubro de 1951), também referida como Palmira Araújo de Pádua, foi uma ativista feminista, sufragista e benemérita portuguesa, reconhecida por ter desempenhado o cargo de secretária-geral, juntamente com Estefânia Macieira, no movimento de beneficência e de apoio aos militares portugueses durante a Primeira Guerra Mundial, a Cruzada das Mulheres Portuguesas. Pelas suas acções foi agraciada com o grau de Grande Oficial da Ordem de Cristo em 1919.

## Biografia

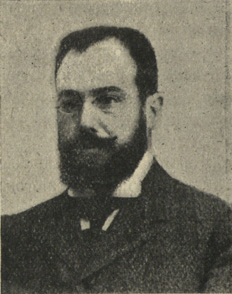
Retrato de José Maria de Pádua, deputado republicano à Assembleia Nacional Constituinte de 1911.

### Nascimento e Família
Nascida em 1879, em Lisboa, Palmira Eduarda Pimentel Maldonado Silva e Araújo de Pádua era filha de Eduardo Alberto Correia da Silva Araújo (1852–1906), 1.º visconde de Odivelas, e de Palmira Adelaide Olaio Pimentel Maldonado (1852–1909), sendo descendente pelo lado paterno de Manuel Correia da Silva Araújo (1809–1859), 2.º barão de Barcelinhos, e pelo lado materno de João Luiz Pereira Olaio, verificador na Alfândega das Sete Casas, em Lisboa. Era ainda irmã mais velha de Eduardo Alberto Serrão Padilha Pimentel Correia da Silva Araújo, 2.º visconde de Odivelas.

### Casamento
A 22 de junho de 1898, casou-se na Igreja de São Mamede com José Maria de Pádua (1873–1924), reputado médico, magistrado judicial, pianista, compositor, deputado, senador e militante do Partido Republicano Português, natural de Olhão e filho de José Maria de Pádua Júnior, também médico e músico. Do seu casamento teve apenas um filho, José Maria de Pádua (1899–1976), que tal como o seu pai e avô se licenciou em Medicina.